# مارسيلو ألفيس
مارسيلو ألفيس (28 يوليو 1983 في البرازيل - ) هو لاعب كرة قدم برازيلي في مركز الهجوم. لعب مع Esporte Clube Avenida ‏ وFrancisco Beltrão Futebol Clube ‏ وNorfolk SharX ‏ وPato Branco Esporte Clube ‏.

## وصلات خارجية
- مارسيلو ألفيس على موقع قاعدة بيانات كرة القدم.إي يو (الإنجليزية)